# Кательницький Володимир Степанович
Володимир Степанович Кательницький (1952, с. Данина, Чернігівської області — 7 ? — 8 липня 1997, Київ
) — український громадський та релігійний діяч. Заступник голови Української християнсько-демократичної партії, очолював братство Андрія Первозванного (УАПЦ). У 1993 р. створив та очолив Комітет Оборони Івана Дем'янюка в Україні.

## Життєпис
Народився в селі Данина Ніжинського району Чернігівської області. Був шостою дитиною в родині.
У віці п'яти років захворів на поліоміеліт, хвороба дала ускладнення на ноги, що відчував протягом усього життя.
Після закінчення середньої школи планував вступити до Ніжинського педагогічного інституту, але не склав іспити, оскільки написаний ним твір про образ лікаря Платона Кречета з драми Олександра Корнійчука не збігався з офіційною позицією керівництва радянського вишу. Більше Володимир не вступав до Ніжина.
Навчався на редакторському факультеті Українського поліграфічного інституту у Львові.
Після закінчення інституту працював редактором київського товариства «Знання», де редагував  ідеологічні брошури КПУ. Одного разу цензорська комісія ЦК виявила що в кінці речення з цитатою Леніна було поставлено три крапки замість однієї, що було розціновано як недомовленість. За це з Кательницького було вираховано три зарплати.
Наприкінці 1980-х років зосередився на громадсько-політичній діяльності, вступив до Народного Руху України, контактував із В'ячеславом Чорноволом, Степаном Хмарою, Левком Лук'яненком, патріархом Мстиславом, Володимиром Романюком. Долучився до відродження Української Автокефальної Православної церкви. Очолив київський осередок Всеукраїнського Братства Андрія Первозванного.
У 1993 році створив і очолив Український Комітет Оборони Івана Дем'янюка. Писав статті до національно-демократичних газет, зокрема досліджував тему українських жертв Бабиного Яру та побиття учасників похорону патріарха Володимира 18 липня 1995 року.
Був старостою Свято-Покровської церкви УПЦ КП.
Патріарх Мстислав пропонував Володимиру Кательницькому поїхати на навчання до США, однак він відмовився, оскільки утримував стару матір.
У ніч із 7 на 8 липня 1997 року був убитий невідомими разом із своєю матір'ю у власній квартирі на Оболоні.
Сестра вбитого підтвердила, що протягом року в телефонних розмовах йому неодноразово погрожували фізичною розправою. А у листопаді 1996 було жорстоко побито в одному з підземних переходів Києва.
Офіційна версія — вбивство з метою пограбування: з квартири вбитого зникли $8 тис., які нібито були залишені покійним Патріархом Мстиславом на розбудову автокефалії.
Але, за свідченнями рідного брата убитого, у квартирі нічого не взяли — ані материних золотих прикрас, ані грошей. Зникли лише рукописи, деякі статті, документи, безцінна відеотека.
Друзі й рідні Кательницького збирають документи про його життя. Вони планують видати книгу спогадів про Володимира, його громадську діяльність і жертовну смерть в ім'я національного і духовного відродження українського народу.
Патріарх УПЦ-КП Філарет висловив занепокоєння з приводу зволікання з розслідуванням жорстокого вбивства одного з родоначальників автокефальної церкви, старости Покровської парафії на Подолі Володимира Кательницького та його матері Лукерії.

## Критика
На жаль, напружена політична ситуація та прихід у братства людей, відірваних від церковної традиції, створювали атмосферу надмірної політизації, непримиренності до опонентів, поверхової та нещирої релігійності. В Києві важкою проблемою стало посередництво місцевого братства Андрія Первозванного (Анатолій Битченко, Сергій Макаренко, Ярина Тимошенко, Володимир Кательницький) при одержанні західної допомоги для братств. Вона створювала ґрунт для взаємної підозріливості, впливу на інші братства, особливої зацікавленості у голосних, але малоефективних акціях.
(«Успенська Вежа», жовтень 2009, стор. 5).

## Сім'я
Мати Кательницька Лукерія Єлисеївна (1912 — 8 липня 1997, вбита разом з Володимиром), брат Кательницький Микола Степанович, сестра Кательницька Валентина Степанівна.